# Palmodes laeviventris
Palmodes laeviventris là một loài côn trùng cánh màng trong họ Sphecidae, thuộc chi Palmodes. Loài này được Cresson miêu tả khoa học đầu tiên năm 1865.